# Freiheitshalle (München)

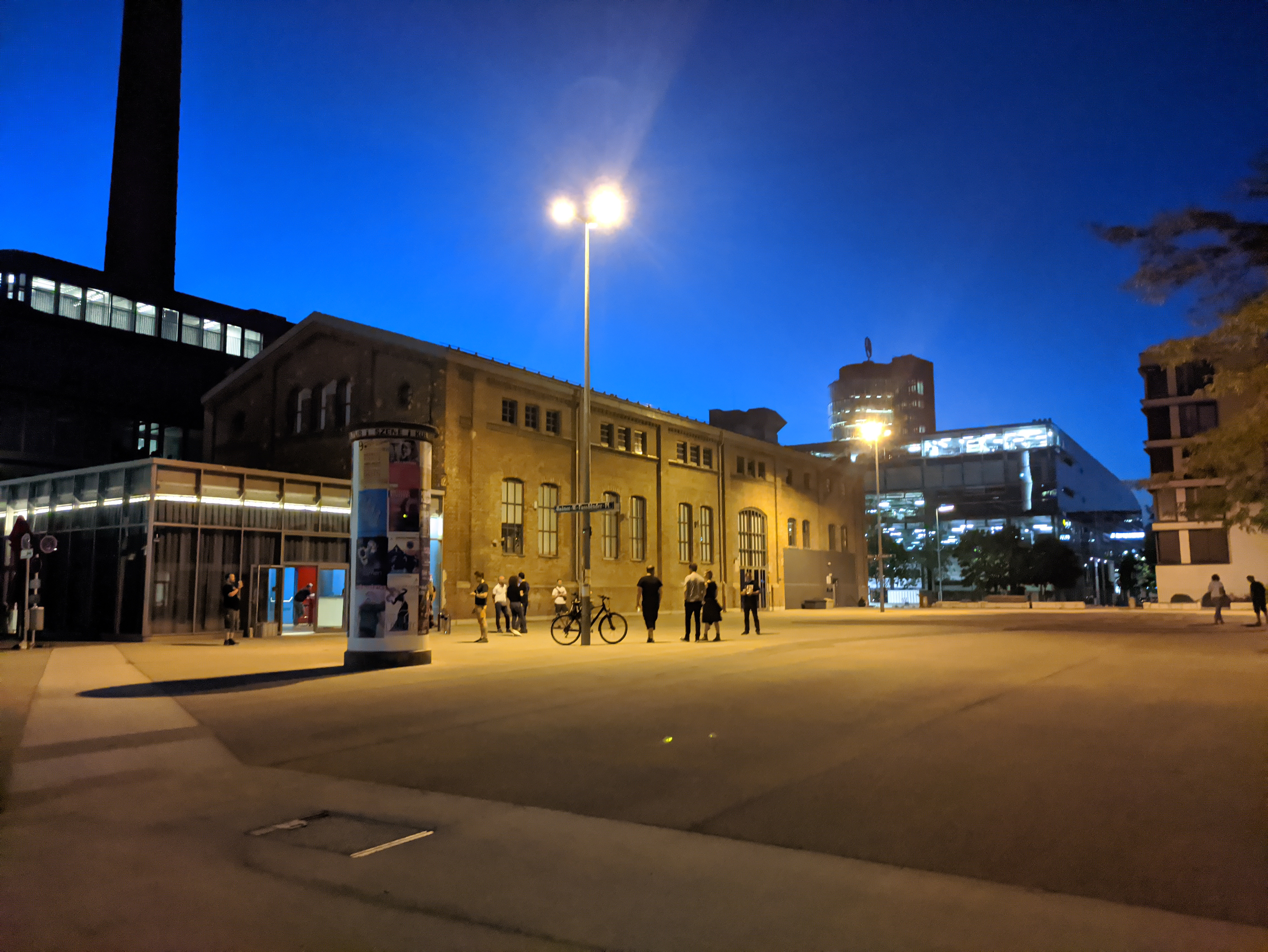
Freiheitshalle München

Die Freiheitshalle München (bis 2021 Freiheizhalle oder Das Freiheiz) ist ein Veranstaltungsort für Konzerte, Clubnächte, Theater, Kabarett und Lesungen im Münchner Stadtteil Neuhausen. Sie liegt am Rainer-Werner-Fassbinder-Platz 1 und hat 399 Sitzplätze.
Ziegelhalle und -kamin waren früher ein Turbinenwerk für die Stromerzeugung der Bahn. Die Nutzung als Veranstaltungsort wurde 2007/2008 von Günter Knoll initiiert und geplant. Zum Programm gehören Livemusik, Comics, Literatur, Video-Visuals, Kabarett, Comedy und Clubkultur.

## Programm (Auswahl)
Zum Programm der Freiheizhalle zählten und zählen Künstler aus dem deutschsprachigen Raum wie Gerhard Polt, Jürgen von der Lippe, Voxxclub, Ingo Lenßen.